# Get Down (canción de Groove Armada)
«Get Down» es un sencillo del dúo británico de música electrónica Groove Armada, en colaboración con la rapera británica Stush y el cantante jamaiquino de dancehall Red Rat, este último sin acreditar. Se lanzó el 23 de abril de 2007 como el primer sencillo de su quinto álbum de estudio Soundboy Rock. La canción ya había sido lanzada como un Extended play (EP) en ITunes Store. El CD y descargas contienen remixes del sencillo. Pleix creó el videoclip para la canción y la portada del álbum en pixel art fue diseñada por eBoy.
Alcanzó el puesto número nueve en el UK Singles Chart, convirtiéndose en el primer top ten de Groove Armada, y más tarde alcanzó el número uno en el UK Dance Chart.

## Versiones de otros artistas
- En 2024, los DJs y productores suecos Sebastian Ingrosso y Steve Angello samplearon la canción en su sencillo «Skip».[8]

## Lista de canciones
| Sencillo CD y descarga digital |                                    |          |  |
| N.º                            | Título                             | Duración |  |
| 1.                             | «Get Down» (Single Mix)            | 3:26     |  |
| 2.                             | «Get Down» (Original Club Version) | 7:13     |  |
| 3.                             | «Get Down» (Original Club Dub)     | 7:48     |  |
| 4.                             | «Get Down» (Calvin Harris Remix)   | 5:33     |  |
| 5.                             | «Get Down» (Elite Force Remix)     | 8:13     |  |
| 6.                             | «Get Down» (Henrik B. Remix)       | 7:21     |  |
| 7.                             | «Get Down» (Stretch & Form Remix)  | 6:37     |  |

| Sencillo en 12" |                      |          |  |
| N.º             | Título               | Duración |  |
| 1.              | «Get Down» (12" Mix) | 7:09     |  |
| 2.              | «Get Down» (Dub Mix) | 7:43     |  |

## Posicionamiento en listas
| Lista (2007)                           | Mejor posición |
| -------------------------------------- | -------------- |
| Australia (ARIA)                       | 33             |
| Escocia (Scottish Singles Sales Chart) | 16             |
| Irlanda (Irish Singles Chart)          | 48             |
| Italia (FIMI)                          | 22             |
| Países Bajos (Mega Single Top 100)     | 89             |
| Reino Unido (UK Singles Chart)         | 9              |
| Reino Unido (UK Dance Singles Chart)   | 1              |